# Eaglesfield (Dumfries and Galloway)
 (septembre 2023).
Pour l’article homonyme, voir Eaglesfield.
Eaglesfield est un village situé dans le Dumfries and Galloway, en Écosse.